# Vis Pesaro dal 1898
Vis Pesaro (wł. Vis Pesaro dal 1898 S.r.l.) – włoski klub piłkarski, mający siedzibę w mieście Pesaro, w północno-wschodniej części kraju, grający od sezonu 2018/19 w rozgrywkach Serie C.

## Historia
Chronologia nazw:
- 1898: Società Polisportiva Vis Sauro Pesaro
- 1926: Gruppo Sportivo Vis Pesaro
- 1930: klub rozwiązano
- 1932: Società Sportiva Vis Pesaro
- 1940: Polisportiva Vis Pesaro
- 1945: Società Polisportiva Vis Sauro Pesaro
- 1966: Società Sportiva Vis Pesaro
- 1984: Vis Pesaro Calcio
- 1993: klub rozwiązano
- 1993: Vis Pesaro 1898 S.r.l.
- 2006: klub rozwiązano
- 2006: Associazione Sportiva Dilettantistica Nuova Vis Pesaro 2006
- 2008: Associazione Sportiva Dilettantistica Futbol Pesaro 1898 – po fuzji z ASD FC Villa Pesaro
- 2010: Società Sportiva Dilettantistica a r.l. Vis Pesaro 1898
- 2018: Vis Pesaro dal 1898 S.r.l.

Klub wielosportowy SP Vis Sauro Pesaro został założony w miejscowości Pesaro w 1898 roku i zajmował się najróżniejszymi sportami, takimi jak piłka z bransoletką ("bracciale"), pływanie, lekkoatletyka. Dopiero w 1906 roku powstała sekcja piłki nożnej. Początkowo zespół rozgrywał mecze towarzyskie, a w latach 1922-1924 brał udział w Quarta Divisione Marche (D4). W sezonie 1926/27 z nazwą GS Vis Pesaro debiutował w rozgrywkach Terza Divisione Marche (D4). W sezonie 1929/30 po podziale najwyższej dywizji na Serie A i Serie B poziom Terza Divisione został zdegradowany do piątego stopnia, jednak klub po zakończeniu sezonu, w którym zajął piąte miejsce, zrezygnował z dalszych występów i potem został rozwiązany.
W 1932 klub został reaktywowany i z nazwą SS Vis Pesaro startował w rozgrywkach Terza Divisione Marche (D5), ale po zakończeniu sezonu 1932/33 zrezygnował z udziału w następnych mistrzostwach i pozostał nieaktywnym. W 1935 roku po wprowadzeniu Serie C klub wznowił działalność i startował w Prima Divisione Marche (D4). W sezonie 1937/38 przystąpił do rozgrywek Prima Divisione Emilia-Romagna, ale w trakcie trwania mistrzostw wycofał się z rozgrywek, ale wkrótce znów został przywrócony do mistrzostw. Sezon zakończył na 9.miejscu, ale został promowany do Serie C. W 1940 klub zmienił nazwę na Polisportiva Vis Pesaro. W 1943 roku na terenie Włoch rozpoczęto działania wojenne II wojny światowej, wskutek czego mistrzostwa 1943/44 zostały odwołane.
Po zakończeniu II wojny światowej, klub wznowił działalność w 1945 roku i z nazwą SP Vis Sauro Pesaro został zakwalifikowany do Serie C Centro-Sud. W 1948 roku w wyniku reorganizacji systemu lig zespół został zdegradowany do Promozione (D4). W 1952 roku w wyniku reorganizacji systemu lig poziom Promozione został obniżony do piątego stopnia, czyli rozgrywek regionalnych. Do 1959 grał na poziomie regionalnym, a potem uzyskał awans do Serie C. W 1961 spadł na rok do Serie D. W 1965 zespół ponownie został zdegradowany do Serie D, ale po roku wrócił do trzeciej ligi. W 1966 klub zmienił nazwę na SS Vis Pesaro. W 1970 znów spadł do Serie D, a w 1972 do Promozione Marche, ale po roku wrócił do Serie D. Przed rozpoczęciem sezonu 1978/79 Serie C została podzielona na dwie dywizje: Serie C1 i Serie C2, wskutek czego klub został przydzielony do Serie C2. W 1981 spadł do Campionato Interregionale, a w 1983 na rok do Promozione Marche. W 1984 klub zmienił nazwę na Vis Pesaro Calcio. W 1986 został promowany do Serie C2, a w następnym roku do Serie C1. W 1989 spadł do Serie C2. W 1992 roku wrócił do Serie C1. Po zakończeniu sezonu 1992/93 klub zbankrutował z powodu zaległości finansowych i został zdyskwalifikowany z następnych mistrzostw, po czym został rozwiązany.
Latem 1993 powstał klub o nazwie Vis Pesaro 1898 S.r.l., który rozpoczął występy w Campionato Nazionale Dilettanti (D5). W 1994 otrzymał promocję do Serie C2. W 2001 zespół po raz kolejny zdobył awans do Serie C1. W sezonie 2004/05 zajął 18.miejsce w grupie B Serie C1 i został zdegradowany do Serie C2, ale następnie zrezygnował z dalszych występów w czwartej lidze i dobrowolnie spadł do Promozione Marche. W następnym sezonie 2005/06 po zajęciu 14.pozycji w grupie A Promozione Marche przegrał baraże play-out i został zdegradowany do Prima Categoria (D8). Następnie 24 lipca 2006 z przyczyn ekonomicznych klub ogłosił upadłość.
Latem 2006 klub został reaktywowany jako ASD Nuova Vis Pesaro 2006, dołączył do FIGC i uzyskał tytuł sportowy klubu USI Urbinelli, który występował w Promozione Marche (D7). W 2007 zdobył awans do Eccellenza Marche. Jednak w 2008 spadł z powrotem do Promozione Marche, po czym połączył się z ASD FC Villa Pesaro, zmieniając nazwę na ASD Futbol Pesaro 1898. W 2009 został promowany do Eccellenza Marche, a w 2010 zmienił nazwę na SSD a r.l. Vis Pesaro 1898. W 2011 zdobył promocję do Serie D. Przed rozpoczęciem sezonu 2014/15 wprowadzono reformę systemy lig, wskutek czego Serie D awansowała na czwarty poziom. W sezonie 2017/18 zwyciężył w grupie F Serie D i uzyskał awans do Serie C. W 2018 klub zmienił nazwę na Vis Pesaro dal 1898 S.r.l.

## Barwy klubowe, strój
|  |  |

Klub ma barwy biało-czerwone. Zawodnicy domowe spotkania zazwyczaj grają w pasiastych pionowo biało-czerwonych koszulkach, czerwonych spodenkach oraz czerwonych getrach.

## Sukcesy

### Trofea międzynarodowe
Nie uczestniczył w rozgrywkach europejskich (stan na 31-05-2020).

### Trofea krajowe
| \| \| Zdobyte trofea w rozgrywkach Włoch (stan na: 31-08-2020) \| |                                                          |      |          |
| Rozgrywki                                                         | Osiągnięcie                                              | Razy | Sezon(y) |
| · Mistrzostwo                                                     | I miejsce                                                | 0    |          |
| · Mistrzostwo                                                     | II miejsce                                               | 0    |          |
| · Mistrzostwo                                                     | III miejsce                                              | 0    |          |
| · Puchar                                                          | zdobywca                                                 | 0    |          |
| · Puchar                                                          | finalista                                                | 0    |          |
| · Puchar                                                          | 1/16 finału                                              | 1    | 1938/39  |
| II liga                                                           | I miejsce                                                | 0    |          |
| II liga                                                           | II miejsce                                               | 0    |          |
| II liga                                                           | III miejsce                                              | 0    |          |
| Włochy                                                            | Zdobyte trofea w rozgrywkach Włoch (stan na: 31-08-2020) |      |          |

- Serie C (D3):
  - 3.miejsce (2x): 1946/47 (B), 1947/48 (M)

## Struktura klubu

### Stadion
Klub piłkarski rozgrywa swoje mecze domowe na Stadio Tonino Benelli, w mieście Pesaro o pojemności 4 898 widzów.

### Derby
- Alma Juventus Fano 1906
- Ascoli Calcio 1898 FC
- AC Cattolica Calcio
- Matera Calcio
- US Pistoiese 1921
- Rimini FC
- Vigor Senigallia